# مطار برلين شونفيلد
مطار برلين شونفيلد الدولي (بالألمانية: Flughafen Berlin-Schönefeld) (إياتا:  SXF ، إيكاو:  EDDB) ثاني المطارات الدولية في العاصمة الألمانية برلين إلى جانب مطار برلين تيجيل الدولي ويقبع بالتحديد في شونفيلد ويبعد 18 كيلا عن برلين باتجاه الجنوب وهو الثامن بين كبرى مطارات ألمانيا.افتتح سنة 1946 وتبلغ مساحته 630 هكتار وسعته السنوية 7 ملايين راكب.قررت السلطات المسؤولة عنه توسعته وضمه إلى المطار الجديد وهو مطار برلين براندنبرق التي تزمع السلطات الفراغ من إنشائه في يونيو 2012، ثم سيجري اغلاق مطار برلين تيجيل كبرى مطارات العاصمة الألمانية في غضون ستة أشهر من افتتاح المطار الجديد للإفادة منه في أغراض أخرى.

## مطارات برلين
- مطار برلين تيجيل
- مطار برلين براندنبرق
- مطار برلين تمبلهوف
- مطار جوهانيستهال
- مطار ستاكين
- مطار راف قاتو

## احالات
1. ↑  تقرير عن فرص التشغيل في مطار برلين شونفيلد. [وصلة مكسورة] نسخة محفوظة 15 أبريل 2009 على موقع واي باك مشين.
2. ↑  معلومات مطار برلين شونفيلد من موقع سلطة مطارات برلين. [وصلة مكسورة] نسخة محفوظة 30 يناير 2013 على موقع واي باك مشين.
3. ↑  Green industry is to Tegel [وصلة مكسورة] نسخة محفوظة 7 أبريل 2020 على موقع واي باك مشين.

## طالع
حقائق وبيانات مطار برلين شونفيلد من موقع سلطة مطارات برلين.